# Dactylaria congregata
Dactylaria congregata är en svampart som beskrevs av de Hoog 1985. Dactylaria congregata ingår i släktet Dactylaria, ordningen disksvampar, klassen Leotiomycetes, divisionen sporsäcksvampar och riket svampar.   Inga underarter finns listade i Catalogue of Life.